# Ammophila campestris
Ammophila campestris es una especie de avispa del género Ammophila, familia Sphecidae.

## Taxonomía
Fue descrito por primera vez en 1809 por Latreille. 